# Ивановский сельсовет (Партизанский район)

Ивановский сельсовет — сельское поселение в Партизанском районе Красноярского края.
Административный центр — деревня Ивановка.

## История
26.03.2001 года Ивановский сельсовет внесен в Единый государственный реестр юридических лиц. Ивановский сельсовет является муниципальным образованием.
26.10.2004 года муниципальное образование «Ивановский сельсовет» внесено в реестр муниципальных образований Красноярского края.
Статус и границы сельского поселения установлены Законом Красноярского края от 18 февраля 2005 года № 13-3046 «Об установлении границ и наделении соответствующим статусом муниципального образования Партизанский район и находящихся в его границах иных муниципальных образований»
29.12.2011 года Ивановская сельская администрация преобразована в администрацию Ивановского сельсовета

## Население
| 2010 | 2012 | 2013 | 2014 | 2015 | 2016 | 2017 |
| ---- | ---- | ---- | ---- | ---- | ---- | ---- |
| 486  | ↘463 | ↘442 | ↘415 | ↘404 | ↘395 | ↘382 |

## Состав сельского поселения
В состав сельского поселения входят 4 населённых пункта:
| № | Населённый пункт | Тип населённого пункта          | Население |
| - | ---------------- | ------------------------------- | --------- |
| 1 | Алдарак          | деревня                         | 13        |
| 2 | Ивановка         | деревня, административный центр | 299       |
| 3 | Ивашиха          | деревня                         | 115       |
| 4 | Новомихайловка   | деревня                         | 59        |

В 2021 году была упразднена деревня Конок

## Местное самоуправление
Ивановский сельский Совет депутатов
Дата избрания: 2020. Срок полномочий: 5 лет. Количество депутатов: 5.